# Los Angeles World Airports
Los Angeles World Airports (acronyme LAWA) est le département de la municipalité de Los Angeles chargé d'administrer les aéroports de Los Angeles (LAX), d'Ontario (ONT) et de Van Nuys (VNY).
LAWA gère également le réseau de bus FlyAway, qui permet de rejoindre depuis l'aéroport principal de Los Angeles le quartier d'affaires de la ville (grâce à la desserte jusqu'à Union Station), Westwood, Hollywood, Santa Monica, Long Beach et Van Nuys. L'université de Californie est également desservie par les bus FlyAway.
Ce département emploie approximativement 2 500 personnes.